# Tsurugi (Tokushima)
Tsurugi (つるぎ町 Tsurugi-chō?) es un pueblo localizado en la prefectura de Tokushima, Japón. En junio de 2019 tenía una población estimada de 7.877 habitantes y una densidad de población de 40,4 personas por km². Su área total es de 194,84 km².

## Geografía

### Localidades circundantes
- Prefectura de Tokushima
  - Higashimiyoshi
  - Mima
  - Miyoshi

## Demografía
Según los datos del censo japonés, esta es la población de Tsurugi en los últimos años.
| 1995   | 2000   | 2005   | 2010   | 2015  |
| ------ | ------ | ------ | ------ | ----- |
| 14.614 | 13.100 | 11.722 | 10.490 | 8.927 |